# Bioanalytik
Die Bioanalytik behandelt die analytischen Methoden der Biowissenschaften: Biochemie, Molekularbiologie, molekulare Genetik, Zell- und Entwicklungsbiologie und Medizin.
Im engeren Sinn untersucht die Bioanalytik biologische Makromoleküle und ihre Veränderung, das heißt Proteine, DNA, RNA, Kohlenhydrate und Lipide. Im weiteren Sinn werden auch niedermolekulare Substrate und Produkte des Metabolismus von biologischen Systemen hinzugezählt.
Als „Werkzeuge“ werden in der Bioanalytik die Geräte benutzt, die physiko-chemische Größen mit geeigneten Sensoren oder Biosensoren in elektrische Signale umsetzen, die dann vom Experimentator qualitativ und quantitativ erfasst und registriert werden können. Die dabei registrierten Daten können sehr komplex sein und werden mithilfe der Bioinformatik analysiert.
Neben der herkömmlichen Hochleistungsflüssigkeitschromatographie (HPLC) mit UV- oder Fluoreszenzdetektoren kommt zunehmend auch die Kombination mit einem Massenspektrometer (MS) zum Einsatz. Die HPLC-MS/MS-Kombination (seriell „Tandem“) ermöglicht mitunter den selektiven Nachweis von Stoffkonzentrationen (beispielsweise in Blutplasma) bis in den Bereich von pg pro ml.
Physikalische Trennverfahren, wie sie zum Beispiel für die präparative Aufarbeitung von Bioprodukten vorgestellt wurden, dienen meist zur Isolierung des gesuchten Bioproduktes aus der Masse der Begleitstoffe, um mit möglichst geringem Fehler die qualitative und auch die quantitative Bestimmung des Bioproduktes zu ermöglichen. Häufig muss durch eine chemische Modifikation mit oder ohne Biokatalyse das Bioprodukt so verändert werden, dass eine Detektion oder eine Trennung erst möglich wird. In jedem Fall ist die Bioanalytik durch die höhere Komplexität in den meisten Fällen aufwendiger in Bezug auf die Genauigkeit und die Reproduzierbarkeit als eine klassische physiko-chemische Analytik.

## Pharmazeutische Industrie
In der Pharmaforschung werden mittels Bioanalytik Wirkstoffe (zukünftige Arzneistoffe), Metaboliten und Antikörper in Körperflüssigkeiten und Gewebe quantifiziert, um die für die Pharmakokinetik wichtigen LADME-Parameter zu bestimmen. Ferner werden die Ergebnisse aus der Bioanalytik für die Bestimmung der Toxikokinetik herangezogen. Diese Arbeiten werden i. Allg. unter dem Qualitätssicherungssystem 'Gute Laborpraxis' (GLP) durchgeführt, unterliegen also strengen gesetzlichen Vorschriften.
Zur Probenverwaltung und -verfolgung wird i. Allg. ein Laborinformations- und -management System (LIMS) verwendet, das für GLP-pflichtige Studien vollständig qualifiziert sein muss.

## Studium
Das Bioanalytik Studium umfasst neben allgemeinen naturwissenschaftlichen Grundlagen weitergehende Fachgebiete wie Biochemie, Mikro- und Molekularbiologie, Immunologie und diverse Analytik-relevante Themengebiete. Das Studium der Bioanalytik ist in Deutschland an zwei Hochschulen möglich, der Hochschule Coburg und der Hochschule Albstadt-Sigmaringen. An der Hochschule Albstadt-Sigmaringen ist das Bioanalytik Studium mit einem Schwerpunkt im Bereich Laborautomation verknüpft.
In Österreich bietet die Fachhochschule Joanneum, Graz, und der FH Campus Wien einen entsprechenden Studiengang an.
Zahlreiche weitere Universitäten und Hochschulen bieten im Rahmen von Grundstudien wie Chemie, Biochemie und Biologie die Möglichkeit, in höheren Semestern eine Spezialisierung in Bioanalytik zu erreichen.